# 生駒正俊
生駒 正俊（いこま まさとし）は、江戸時代前期の武将、大名。讃岐国高松藩の第3代藩主。第2代藩主・生駒一正の長男。

## 生涯
天正14年（1586年）、生駒一正の長男として誕生した。
慶長15年（1610年）、一正の死により家督を相続する。慶長19年（1614年）からの大坂の陣では遊軍として活躍した。
元和7年（1621年）、死去した。家督は長男の高俊が襲封したが、幼少のため外祖父の藤堂高虎の後見を受けることになった。

## 系譜
- 父：生駒一正（1555-1610）
- 母：堀秀重の娘
- 正室：藤堂高虎の養女
  - 長男：生駒高俊（1611-1659）
- 生母不明の子女
  - 女子：藤堂高義室
  - 女子：天正院 - 池田輝澄室
  - 女子：藤堂長正正室
  - 男子：生駒正慶